# Нижня марка

Нижня марка у 1000 р. в складі Кордовського халіфату.

Нижня марка (араб. الثغر الأدنى, al-Ṯaḡr al-ʾAdnā; al-tagr al-’awfī; лат. Marca Inferior) — марка Кордовського халіфату, в Ісламській Іспанії. Включала нинішньої Португалії. Найбільші міста — Кулумрія (Коїмбра), Баталіюс (Бадахос), аль-Лісбуна (Лісабон).

## Історія
Як прикордонна територія, ця марка була домом для, так званих, muwalladun або корінних новонавернених і їх нащадків. Одним з таки був Ібн Марван аль-Жілікі, що правив Меридою та територією навколо Бадахоса в першій половині IX століття. Тут відбулося декілька заколотів, спровокованих повстанцями Ібн Хафсуном та двома його синами — вони відмовлялися визнавати суверенітет Кордови.  Лише через десять років після смаерті Хафсуна емір Кордоби зміг повністю придушити повстання в Нижній марці.
На межі 1012—1013 років (403 року за ісламським календарем) Сабур, засновник Бадахоської тайфи, був проголошений хаджибом Нижньої марки. Як і більшість голів інших тайф він обрав саме цей титул замість титулів суверенних правителів — маліка (короля) або еміра (князя), щоб підкреслити свою легітимність як представника халіфа у регіоні й, відповідно, право на повноти влади. Сабур контролював територію площею до 90 тисяч км² зі столицею в Бадахосі. До його тайфи входили Сантарен, Мерида, Лісабон, Евора, Корія та інші великі міста ісламської Іспанії.

### Довідники
- Maíllo Salgado, Felipe. Sabur al-Saqlabi [Архівовано 23 березня 2021 у Wayback Machine.] // Diccionario Biográfico Español... Madrid: Real Academia de la Historia, 2013. Vol. 44.